# Премия имени Николая Ушакова
Пре́мия и́мени Никола́я Ушако́ва для украи́нских поэ́тов, пи́шущих на ру́сском языке́ — литературная премия, присуждаемая Национальным союзом писателей Украины украинским поэтам, пишущим на русском языке.
В 2019 году вручение отменено по решению Верховного суда из-за несоответствия закона Украины «Об обеспечении функционирования украинского языка как государственного» от 25.04.2019 № 2704-VIII и Закона Украины « Об осуждении коммунистического, имперского и национал-социалистического (нацистского) тоталитарных режимов в Украине и запрете пропаганды их символики»
Победитель получает диплом лауреата и денежную премию, размер ежегодно пересматривается.
Как правило, лауреатом премии в каждом конкретном году становится один автор.
Председатель жюри премии — Алла Потапова (с 1998 г.).
Ответственный секретарь жюри премии — Владимир Гутковский (с 2004 г.).

## Требования к участникам
- Издание в году, предшествующем году присуждение премии, поэтических произведений на русском языке.
- Автор издания является членом Национального союза писателей Украины (НСПУ).

## Процедура отбора победителей
Представление на конкурс производится творческими союзами, редакциями периодических изданий, библиотеками и другими организациями (допускается самовыдвижение). В конкурсе принимают участие произведения, опубликованные за год, предшествующий году присуждения премии.

## Перечень лауреатов
- 1995 год — Вадим Шкода (Ворзель)
- 1996 год — Владимир Родионов (Чугуев)
- 1996 год — Михаил Селезнёв (Днепропетровск)
- 1997 год — Римма Катаева (Харьков), Леонид Татаренко (Киев), Анатолий Кравченко (Донецк)
- 1998 год — Эмиль Январёв (Николаев)
- 1999 год — Риталий Заславский (Киев)
- 2000 год — Сергей Шелковый (Харьков)
- 2001 год — Андрей Поляков (Сумы)
- 2002 год — Евдокия Ольшанская (Киев)
- 2003 год — Владимир Гоцуленко (Киев), Василий Дробот(Киев)

## Перечень лауреатов последних лет и книг, удостоенных премии
- 2004 год — Владимир Пучков (Николаев) за книгу стихов «Штрафная роща»
- 2005 год — Наталья Бельченко (Киев) за книгу стихов «Зверек в ландшафте», Александр Твердохлеб (Синельниково, Днепропетровская область) за книгу стихов «Песчаные журавли»
- 2006 год — Александр Чернов (Киев) за книгу стихов «Леденцовый период»
- 2007 год — Дмитрий Бураго (Киев) за книгу стихов «Спичечный поезд», Александр Ратнер (Днепропетровск) за книгу стихов «Два креста»
- 2008 год — Андрей Грязов (Киев) за книгу стихов «Точка слуха», Вячеслав Качурин (Николаев) за книгу стихов «Главный причал»
- 2009 год — Ирина Иванченко (Киев) за книгу стихов «Бес сомнений»
- 2010 год — Владимир Гутковский (Киев) за книгу стихов «Свод»